# Нурмаханов, Абдысалан Нурмаханович
Абдысалан Нурмаханович Нурмаханов (каз. Әбдісалан Нұрмаханов) — советский боксёр, призёр чемпионатов СССР, чемпион Азии, Африки и Латинской Америки, Заслуженный мастер спорта СССР (1968), Заслуженный тренер Республики Казахстан. Автор множества пособий по боксу, профессор.

## Биография
Родился 19 апреля 1936 года в с. Культафа Шурчинского района Сурхан-Дарьинской области (Узбекистан). Ру кыпшак (каракыпшак).
Окончив школу имени М. Маметовой в г. Туркестане в 1953 г., поступил в республиканский техникум физической культуры, который окончил в 1957. В том же году поступил в Казахский государственный институт физической культуры и окончил его в 1961 г.
В 1973 году получил звание заслуженного тренера Республики Казахстан. С 1961 по 1978 г. преподаватель, заведующий кафедрой Казахского государственного института физической культуры.
После этого два года работал тренером в Высшей школе спортивного мастерства. С 1980 по 1992 г. был доцентом кафедры физического воспитания КазНУ им. Аль-Фараби. 2 июня 1992 г. Кандидат биологических наук. В 1993—1997 гг. главный тренер Республики Казахстан по боксу. 19 апреля 1997 года вышел на пенсию.

## Спортивные достижения

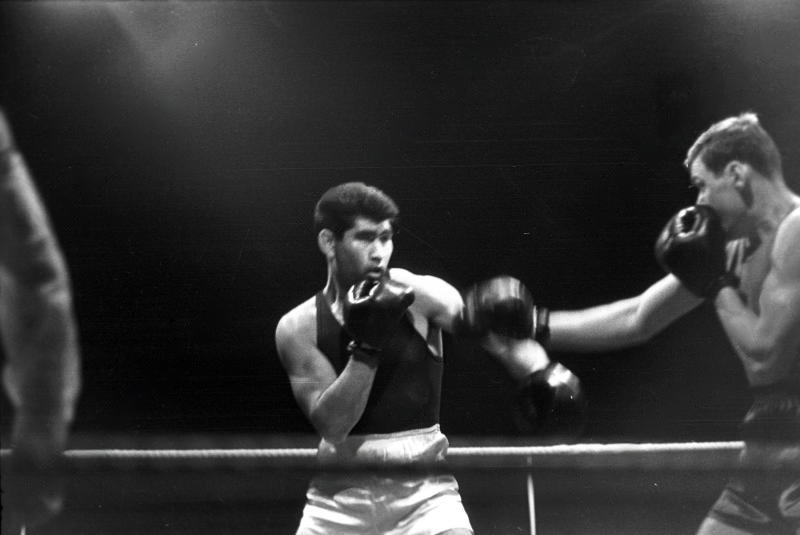
Нурмаханов в 1964 г.

В 1957 году получил звание мастера спорта СССР, в 1968 г. ему первому из спортсменов Казахстана присвоено звание заслуженного мастера спорта. В этом же году стал чемпионом Азии, Африки, Латинской Америки (игры «GANEFO»). Там он выиграл все 3 боя нокаутами. 7-кратный чемпион ЦС «Буревестник», 5-кратный чемпион ЦС «Трудовые резервы», 11-кратный чемпион Казахской ССР, 2-кратный чемпион ВЦСПС, 2-кратный бронзовый призёр чемпионатов СССР, 2-кратный серебряный призёр чемпионатов СССР. В 1968 году ему, первому из спортсменов — боксеров Казахстана, было присвоено звание заслуженного мастера спорта СССР. Всего Абдысаланом Нурмахановым было проведено 239 боев, из них 222 победы.

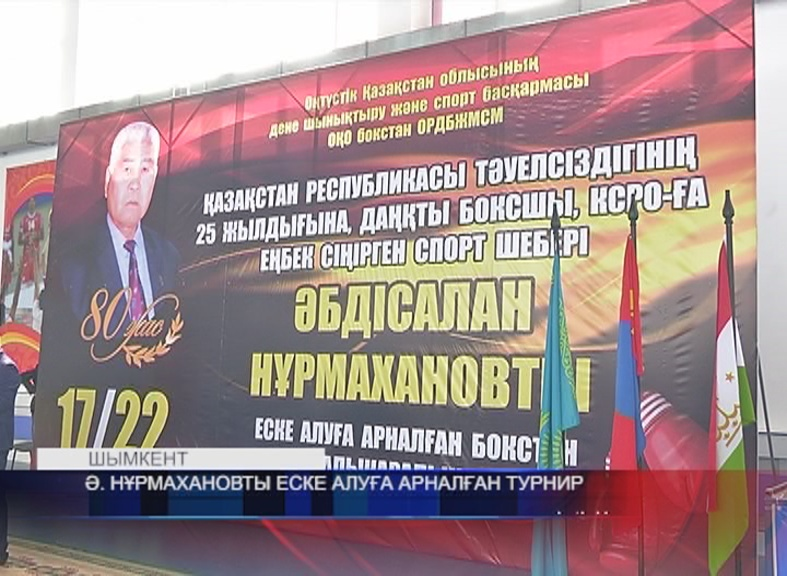
Турнир имени А. Нурмаханова

Будучи на посту главного тренера сборной Республики Казахстан по боксу, добился высоких результатов. Дебютируя на олимпийских играх 1996 года в Атланте, сборная Казахстана добилась отличных успехов, завоевав 4 медали (1 золотую, 1 серебряную, 2 бронзовые) и заняв 3-е место в неофициальном командном зачете вслед за Кубой и США. В Атланте на олимпийских играх выдающегося результата достиг Василий Жиров, ставший не только олимпийским чемпионом, но и обладателем самого почетного приза олимпийских игр — Кубка Вэла Баркера. На Олимпиаде в Атланте Болат Жумадилов был награжден серебряной медалью, а Ермахан Ибраимов и Болат Ниязымбетов — бронзовой.
Выступил автором книги «Жекпе-жек» («Поединок»), Алматы, издательство «Жалын» 1985 год, учебника по боксу на казахском языке «Бокс», Алматы «Мектеп», 1986 год, методического пособия по боксу «Как стать боксером?» (на казахском языке, Алматы «Санат», 1994 год) и других изданий.

## Память
Каждый год в апреле в г. Туркестан проходит международный боксёрский турнир для взрослых имени Абдысалана Нурмаханова. В г. Алматы и г. Туркестан названы улицы в его честь, а также установлена мемориальная табличка на ул. Тулебаева в доме, в котором проживал Нурмаханов. В г. Туркестан ему был поставлен памятник, есть детско-юношеская спортивная школа его имени.